# Обикновена млечница
Обикновената млечница, също Истинска млечница, Червена млечница или Рижика (Lactarius deliciosus), е ядлива базидиева гъба от род Млечници на семейство Russulaceae.

## Характерни белези
- Гугла:

Диаметърът на гуглата е от 6 до 12 cm. Първоначално е плоскоизпъкнала, по-късно става разперена. В средата е вдлъбната. Има широкофуниевидна форма.
 На цвят е оранжевочервена до керемиденочервена с по-тъмни, често зеленикави, концентрично разположени пръстеновидни ивици. Повърхността е гладка и гола, във влажно време слабо лепкава. Ръбът е тънък, като първоначално е подвит навътре, по-късно се изправя. При по-старите екземпляри слабо вълновиден.
- Месо:

Месото има плътен строеж, но е крехко и лесно чупливо. Оцветено е в различни нюанси на оранжевия цвят. При нараняване позеленява, а след като престои около 10 – 20 минути придобива тъмновишневочервен цвят.
- Ламели:

Ламелите са разположени гъсто. Те са тънки, крехки, почти слети с пънчето. Имат същата окраска като месото и същата промяна на цвета при разчупване.
- Споров прашец:

Споровият пращец е бледожълт.
- Пънче:

Първоначално е плътно, по-късно се появяват кухини. Крехко е като останалите части на гъбата. На височина достига 2 – 8 cm с диаметър от 1 до 3 cm. Има цилиндрична форма, в основата е стеснено. Има същата окраска като останалите части на гъбата и същата промяна на цвета при разчупване.

## Събиране, съхранение и използване в кулинарията
Рижиката расте върху почва от иглолистни гори и по-рядко в широколистни гори, които са смесени или са в близост с иглолистни. Първите гъби се появяват през юли. През октомври-ноември, когато завършва растежа реколтата е най-богата, особено в периоди на ясни слънчеви дни, когато падат първите слани. Гъбата е с високи вкусови качества и приятен аромат на плодове. Консумира се прясна за супи, ястия, пържена и задушена. Може да бъде стерилизирана в буркани, замразена в найлонови торбички във фризер след бланширане. Тя е една от най-подходящите гъби за туршия без топлинна обработка, като се залива със студен преварен разтвор на оцет, вода, сол, захар и подправки (чер пипер, дафинов лист и чесън). Не е подходяща за сушене.

## Двойници
Отровният двойник на рижиката е мъхнатката (Lactarius torminosus)

### Отличителни белези
- 1. Шапката е розова до месночервена, с по-тъмни не позеленяващи, концентрично разположени пръстеновидни ивици.
- 2. Ръбът е гъсто окосмен с дълги, лъскави власинки приличащи на мъх (от където идва и името на гъбата).
- 3. Месото е светлобялокафеникаво. При нараняване не променя цвета си и отделя бял лютив сок.
- 4. В някои европейски страни (Русия. България и Северна Германия) гъбата се консумира след специална преработка (изваряване в солена вода).

Почти идентичните L. salmonicolor и L. deterrimus се различават единствено в цвета на млякото или времетраенето на неговата реакция с въздуха. Двата вида са смятат за напълно ядливи.